# لمسة ميداس (فلم 2020)
لمسة ميداس (بالإنجليزية: Midas Touch) فيلم كوميدي أمريكي لعام 2020، للمخرج تلمان بورك، الذي كتب القصة وشارك في البطولة مع بيجيان بانر، وبرنارد بوزيان. يروي الفيلم قصة فيليكس، الشاب الذي يعمل في مجال الإعلان، ويصادف سوء الحظ والفشل في التعامل مع رئيسة، والفشل في الحب، ويعلم أن شيئًا ما يجب أن يتغير، عندما تظهر فرصة العمر.
الفيلم صدر في 17 ديسمبر 2020.

## طاقم التمثيل
- بيجين بانر: في دور يورك الذكي

- تيلمان بورك: في دور سفياتوسلاف راو

- برنارد بوزيان: في دور سايدكيك

- نيكولاس بويتراغو: في دور جيمس ووكر

- نويمي دوموكوس: في دور سارة ووكر

- ديف إيرل: في دور الرئيس

- جاريد الكسندر هاينز: في دور شاب آخر

- ناتالي هولي: في دور إيلينا

- بيانكا إيرولو: في دور نيفينوفات

- ميريام فيرينا يريميتش: امرأة على المقعد

- أولاس كيليك: في دور سامياز

- ليوني كوسي: في دور ساريتا

- كيت جي لايسي: في دور السكرتيرة جين[3]

## ملخص أحداث الفيلم
يعيش فيليكس حياته في سوء حظ دائم. يعمل فيليكس في شركة للدعاية والإعلان ولا يتوافق مع رئيسه الذي يسخر منه دائماً ويوبخه، كما يلاقي الشاب سييء الحظ خيبة أمل في الحب، فهو لايجد من تبادله الحب. يعرف فيليكس أنه لن يستطيع الاستمرار في حياته بسوء الحظ، ويتوقع حدوث شيء يقلب حياته رأساً على عقب، وفعلاً تأتيه الفرصة عندما يجد أنه أصبح يملك ما يسمى «لمسة ميداس»، لقد أصبح فجأةً لديه القدرة على كسب كل امرأة بمجرد لمسة منه. يبدأ فيليكس بالتمتع بالحياة على أكمل وجه لفترة وجيزة من الزمن، وسرعان ما يلاحظ فيليكس أن قوى الشر تلاحق «موهبته» الجديدة، وسرعان ما تخرج هذه الموهبة عن السيطرة.

## وصلات خارجية
- لمسة ميداس (فيلم 2020)
- لمسة ميداس (فيلم 2020)
- لمسة ميداس (فيلم 2020)